# Csoma-kódex
A Csoma-kódex Csoma István (Pátyi István) által 1636-ban összeállított énekgyűjtemény, amely a Guisquardus és Gismunda, Argyrus Historiája, Szilágyi Mihály és Hagymási László című műveket, valamint néhány 16. századbeli nagyon ritka verses krónikát tartalmaz.
A kódexet Graeffer bécsi antikváriustól vette meg Toldy Ferenc a Magyar Tudományos Akadémia számára; erről vett másolat a Jankovich-gyűjteménnyel jutott az Országos Széchényi Könyvtárba. Toldy ebből adta ki azokat a Magyar Költői Régiségekben (1828), valamint később a Magyar Költészet Kézikönyvében Csoma közvetlen másolatából.